# هنري ريتشارد (سياسي)
القس هنري ريتشارد (3 أبريل 1812 - 20 أغسطس 1888) «رسول السلام» هو كاهن في الكنيسة الأبرشانية وعضو في البرلمان الويلزي، 1868-1888. اشتهر ريتشارد بأنه من دعاة السلام والتحكيم الدولي، وكان أمين جمعية السلام لمدة أربعين عامًا (1848-1884). شملت اهتماماته الأخرى العمل ضد العبودية.

## نشأته
ولد في عام 1812 في تريغارون، سيريديجيون، وهو الابن الثاني للقس إبنيزر ريتشارد (1781-1837) الذي كان كاهنًا ميثوديًا كالفينيًا. تلقى تعليمه الأول في مدرسة قواعد في لانغيثو، كما التحق بكلية هايبيري بالقرب من لندن للحصول على مؤهلات ليصبح كاهنًا.
في عام 1835، بعد الترسيم، عُين ريتشارد قسًا في كنيسة مارلبورو الأبرشانية، في أولد كينت رود، لندن. والتي كان توماس ويلسون قد وضع حجر الأساس لها في عام 1826. خلف ريتشارد القس توماس هيوز، وجمع الأموال الكافية لسداد قروض بناء الكنيسة وإقامة مدرسة (المدرسة البريطانية، أوكلي بليس).

## أمين جمعية السلام
استقال القس هنري ريتشارد في عام 1850 ليكرس نفسه بشكل كامل للعمل كأمين لجمعية السلام، وهو المنصب الذي كان يشغله قبل عامين بدوام جزئي. ساعد في تنظيم سلسلة من المؤتمرات في عواصم أوروبا، وكان له دور أساسي في ضمان إدراج إعلان لصالح التحكيم في معاهدة باريس في عام 1856. من خلال هذا العمل أصبح معروفًا عالميًا في أوروبا والولايات المتحدة حتى استقالته في عام 1885.

## مهنته السياسية المبكرة
خلال أوائل ستينيات القرن التاسع عشر، أصبح هنري ريتشارد شخصية بارزة في جمعية التحرر، التي كان هدفها الرئيس عزل الكنيسة الأنجليكانية عن كونها الكنيسة الرسمية للدولة. ركزت الجمعية اهتمامها بشكل متزايد على كون ريتشارد ويلزي الأصل وسعت لخوض الانتخابات البرلمانية. في حين أن كتابات ريتشارد المنشورة كانت تنتقد تأثير طبقة النبلاء على الحياة السياسية في ويلز، فقد أدرك مع ذلك أن المواقف المراعية لأولئك الذين أجروا التصويت في الانتخابات البرلمانية ستكون عائقًا أمام أي اختراق سياسي محتمل. في الواقع، في كارديغانشاير، كانت مستويات الدعم لجمعية التحرر (على الأقل من حيث المساهمات المالية) منخفضة. توضح غياب المظهر السياسي للاختلاف في المقاطعة في الانتخابات العامة لعام 1865 عندما ظهر ريتشارد لفترة وجيزة كمرشح ليبرالي محتمل لكارديغانشاير.

### الانتخابات العامة لعام 1865
أوضح العقيد باول من نانتوس، الذي كان عضوًا في كارديغانشاير، قبل نحو اثني عشر شهرًا من الانتخابات أنه سيتقاعد وسيختار السير توماس لويد من برونويد كمرشح ليبرالي. ومع ذلك، عندما تراجع باول عن قراره، أصدر لويد خطابًا يقول فيه إنه لن يعارض العضو. نتيجة لذلك، قدم كل من ريتشارد وديفيد ديفيس من لاندينام نفسيهما كمرشحين. وفور وصوله إلى كارديغانشاير، زار ريتشارد جوجردان مباشرةً ليطلب وجهة نظر عائلة بريس، ويعلن ترشيحه وفقها. كان تأثير جوجردان قويًا جدًا في أبريستويث وفي جميع أنحاء شمال المقاطعة، وكانوا معادين بشكل خاص لديفيد ديفيس. نبع دعمهم لريتشارد من عدائهم لديفيس.
رُتب اجتماع للاختيار في أبيريرون، ولكن قبل ذلك بوقت قصير، أعلن باول مرة أخرى تقاعده. زار عملاء ريتشارد برونويد للتأكد من نوايا لويد، وبعد فهم أن لويد سيحارب لأجل المقعد الآن، انسحب ريتشارد لصالحه. ومع ذلك، لم ينسحب ديفيد ديفيس، وفي خطابه لقبول ترشيحه انتقد بشكل خاص قرار ريتشارد بالانسحاب. وانتصر ديفيس بـ 361 صوتًا.

## الانتخابات العامة لعام 1868
في عام 1868 انتُخب هنري ريتشارد عضوًا ليبراليًا في البرلمان عن بلديات ميرثر في جنوب ويلز.

### عضو في البرلمان
بعد انتخابه، أصبح ريتشارد معروفًا كواحد من أبرز الخارجين على الكنيسة في مجلس العموم. وكان عضوًا قياديًا في الحزب الذي دعا إلى إزالة المظالم عن الخارجين على الكنيسة وعزل الكنيسة من وضعها في ويلز.

## رئيس الاتحاد الأبرشاني
في عام 1877 عُين هنري ريتشارد رئيسًا للاتحاد الأبرشي في إنجلترا وويلز.

## مناصب
- في الانتخابات العامة في المملكة المتحدة 1868 [الإنجليزية]‏، انتخب عضو برلمان المملكة المتحدة الـ20 عن دائرة Merthyr Tydfil  [لغات أخرى]‏ (17 نوفمبر 1868 – 26 يناير 1874).
- في الانتخابات العمومية البريطانية 1874 [الإنجليزية]‏، انتخب عضو برلمان المملكة المتحدة الـ21 عن دائرة Merthyr Tydfil  [لغات أخرى]‏ (31 يناير 1874 – 24 مارس 1880).
- في الانتخابات العمومية البريطانية 1880 [الإنجليزية]‏، انتخب عضو برلمان المملكة المتحدة الـ22 عن دائرة Merthyr Tydfil  [لغات أخرى]‏ (31 مارس 1880 – 18 نوفمبر 1885).
- في الانتخابات العمومية البريطانية 1885 [الإنجليزية]‏، انتخب عضو برلمان المملكة المتحدة الـ23 عن دائرة Merthyr Tydfil  [لغات أخرى]‏ (24 نوفمبر 1885 – 26 يونيو 1886).
- في الانتخابات العمومية البريطانية 1886 [الإنجليزية]‏، انتخب عضو برلمان المملكة المتحدة الـ24 عن دائرة Merthyr Tydfil  [لغات أخرى]‏ (1 يوليو 1886 – 20 أغسطس 1888).